# Flugzeugträger B
Flugzeugträger B was het zusterschip van het enige vliegdekschip van de Kriegsmarine, de Graf Zeppelin. De Kriegsmarine gaf schepen nooit een naam voordat ze te water waren gelaten. Daarom kreeg het de toevoeging "B" ("A" was de benaming voor de Graf Zeppelin voordat deze te water werd gelaten).
Verschillende namen, waaronder Peter Strasser en Deutschland, circuleerden, maar er is nooit een officiële beslissing over genomen.
Het schip werd gebouwd door de Friedrich Krupp Germaniawerft in Kiel in 1938. De tewaterlating zou plaatsvinden op 1 juli 1940. De romp werd echter nooit te water gelaten, omdat de bouw werd stopgezet op 19 september 1939. De sloop van het nooit voltooide schip werd gestart op 28 februari 1940, wat nog vier maanden zou duren. De bouw had 92,4 miljoen Reichsmark gekost.